# Hakim Sahabo
Hakim Sahabo (Brussel, 16 juni 2005) is een Rwandees-Belgisch voetballer die sinds 2023 onder contract ligt bij Standard Luik.

## Clubcarrière
Sahabo genoot zijn jeugdopleiding bij KVC Willebroek-Meerhof, Germinal Beerschot, RSC Anderlecht, KRC Genk, KV Mechelen en Lille OSC. Op 15 januari 2022 maakte hij zijn officiële debuut voor het tweede elftal van Lille in de Championnat National 3: in de competitiewedstrijd tegen ES Wasquehal (0-1-nederlaag) liet trainer Stéphane Pichot hem in de 70e minuut invallen voor Adame Faiz.
In juni 2023 ondertekende Sahabo een driejarig contract met optie bij Standard Luik.

## Interlandcarrière
Sahabo maakte op 27 september 2022 zijn interlanddebuut voor Rwanda in een vriendschappelijke interland tegen Benin.
| Interlands van Hakim Sahabo | Interlands van Hakim Sahabo | Interlands van Hakim Sahabo | Interlands van Hakim Sahabo | Interlands van Hakim Sahabo  | Interlands van Hakim Sahabo | Interlands van Hakim Sahabo |
| No.                         | Datum                       | Wedstrijd                   | Uitslag                     | Soort Wedstrijd              | Doelpunten                  |                             |
| Als speler bij Lille OSC    | Als speler bij Lille OSC    | Als speler bij Lille OSC    | Als speler bij Lille OSC    | Als speler bij Lille OSC     | Als speler bij Lille OSC    | Als speler bij Lille OSC    |
| --------------------------- | --------------------------- | --------------------------- | --------------------------- | ---------------------------- | --------------------------- | --------------------------- |
| 1.                          | 17 november 2022            | Rwanda – Soedan             | 0 – 0                       | Vriendschappelijk            | -                           |                             |
| 2.                          | 19 november 2022            | Rwanda – Soedan             | 1 – 0                       | Vriendschappelijk            | -                           |                             |
| 3.                          | 19 maart 2023               | Ethiopië – Rwanda           | 1 – 0                       | Vriendschappelijk            | -                           |                             |
| 4.                          | 22 maart 2023               | Benin – Rwanda              | 1 – 1                       | Kwalificatie Afrika Cup 2023 | -                           |                             |
| 5.                          | 18 juni 2023                | Rwanda – Mozambique         | 0 – 2                       | Kwalificatie Afrika Cup 2023 | -                           |                             |
| Totaal                      | Totaal                      | Totaal                      | Totaal                      | Totaal                       | -                           |                             |

Bijgewerkt tot 12 juli 2023
3 Ngoy ·
4 Šutalo ·
5 Bolingoli ·
6 Sotiris ·
7 Bulat ·
8 Price ·
9 Zeqiri ·
10 Đukanović ·
11 Ayensa ·
13 Fossey ·
14 Kuavita ·
15 Doumbia ·
17 Camara ·
19 Badamosi ·
20 Karamoko ·
24 O'Neill ·
25 Hautekiet ·
29 Dierckx ·
30 Henkinet ·
40 Epolo ·
41 Szalai ·
44 Bates ·
45 Godfroid ·
51 Noubi ·
53 Calut ·
77 Hountondji ·
88 Lawrence ·
99 Poitoux ·
Coach: Leko